# Kaatermu
Koordinaten: 59° 10′ N, 27° 33′ O
Kaatermu ist ein Dorf (estnisch küla) in der Landgemeinde Alutaguse (bis 2017 Illuka). Es liegt im Kreis Ida-Viru (Ost-Wierland) im Nordosten Estlands.

## Beschreibung und Geschichte
Das Dorf hat heute nur noch zwei Einwohner (Stand 2011).
Kaatermu wurde im Jahr 1583 erstmals urkundlich erwähnt. Es gehörte früher zum Gut von Pagari.
Bei Kaatermu liegen der 6,2 Hektar große See Nurkjärv und der 2,1 Hektar große Puujala-See (Puujala järv). Im letzteren entspringt der vierzehn Kilometer lange Bach Puujala oja.